# Esna Boyd
Esna Boyd Robertson (Melbourne, 21 de setembre de 1899 – Escòcia, 13 de novembre de 1966) fou una jugadora de tennis australiana.
Va disputar set finals consecutives de l'Australian Championships entre 1922 i 1928, però malauradament només va aconseguir imposar-se en l'edició de 1927. També va guanyar quatre títols de l'Australian Championships en dobles femenins i tres més en dobles mixts.
Fill de James Boyd, polític australià d'origen anglès, i Emma Flora McCormack. Es va casar amb Angus Robertson l'11 de març de 1929 i van tenir dos fills: William (1930) i Mary (1933).

## Torneigs de Grand Slam

### Individual: 7 (1−6)
| Resultat   | Núm. | Any  | Campionat                      | Oponent             | Marcador      |
| ---------- | ---- | ---- | ------------------------------ | ------------------- | ------------- |
| Finalista  | 1.   | 1922 | Australasian Championships     | Margaret Molesworth | 3−6, 8−10     |
| Finalista  | 2.   | 1923 | Australasian Championships (2) | Margaret Molesworth | 1−6, 5−7      |
| Finalista  | 3.   | 1924 | Australasian Championships (3) | Sylvia Lance Harper | 3−6, 6−3, 6−8 |
| Finalista  | 4.   | 1925 | Australasian Championships (4) | Daphne Akhurst      | 6−1, 6−8, 4−6 |
| Finalista  | 5.   | 1926 | Australasian Championships (5) | Daphne Akhurst      | 1−6, 3−6      |
| Guanyadora | 1.   | 1927 | Australian Championships       | Sylvia Lance Harper | 5−7, 6−1, 6−2 |
| Finalista  | 6.   | 1928 | Australian Championships (6)   | Daphne Akhurst      | 5−7, 2−6      |

### Dobles femenins: 6 (4−2)
| Resultat   | Núm. | Any  | Campionat                      | Parella               | Oponents                             | Marcador      |
| ---------- | ---- | ---- | ------------------------------ | --------------------- | ------------------------------------ | ------------- |
| Guanyadora | 1.   | 1922 | Australasian Championships     | Marjorie Mountain     | Gwen Utz Floris St. George           | 1−6, 6−4, 7−5 |
| Guanyadora | 2.   | 1923 | Australasian Championships (2) | Sylvia Lance Harper   | Margaret Molesworth Beryl Turner     | 6−1, 6−4      |
| Finalista  | 1.   | 1925 | Australasian Championships     | Kathleen Le Messurier | Daphne Akhurst Sylvia Lance Harper   | 4−6, 3−6      |
| Guanyadora | 3.   | 1926 | Australasian Championships (3) | Meryl O'Hara Wood     | Daphne Akhurst Marjorie Cox Crawford | 6−3, 6−8, 8−6 |
| Finalista  | 2.   | 1927 | Australian Championships (2)   | Sylvia Lance Harper   | Louie Bickerton Meryl O'Hara Wood    | 3−6, 3−6      |
| Guanyadora | 4.   | 1928 | Australian Championships (3)   | Daphne Akhurst        | Kathleen Le Messurier Dorothy Weston | 6−3, 6−1      |

### Dobles mixts: 5 (3−2)
| Resultat   | Núm. | Any  | Campionat                      | Parella     | Oponents                    | Marcador |
| ---------- | ---- | ---- | ------------------------------ | ----------- | --------------------------- | -------- |
| Guanyadora | 1.   | 1922 | Australasian Championships     | John Hawkes | Gwen Utz Harold Utz         | 6−1, 6−1 |
| Finalista  | 1.   | 1924 | Australasian Championships     | Gar Hone    | Daphne Akhurst Jim Willard  | 3−6, 4−6 |
| Guanyadora | 2.   | 1926 | Australasian Championships (2) | John Hawkes | Daphne Akhurst Jim Willard  | 6−1, 6−4 |
| Guanyadora | 3.   | 1927 | Australian Championships (3)   | John Hawkes | Youtha Anthony Jim Willard  | 6−1, 6−3 |
| Finalista  | 2.   | 1928 | Australian Championships (2)   | John Hawkes | Daphne Akhurst Jean Borotra | Renúncia |

## Trajectòria

### Individual
| Australian Championships                                                                                                   | F | F | F  | F  | F | G | F  | A | A  | A | 2R | A | A  | 1 / 8 |
| Internationaux de France                                                                                                   | A | A | NC | A  | A | A | 3R | A | A  | A | A  | A | A  | 0 / 1 |
| Wimbledon | A | A | A  | QF | A | A | 4R | A | 4R | A | A  | A | 1R | 0 / 4 |
| US Championships | A | A | A  | A  | A | A | A  | A | A  | A | A  | A | A  | 0 / 0 |
| Llegenda: G: Guanyador; F: Finalista; SF: Semifinalista; QF: Quarts de final; Q: Qualificació; A: Absent; RR: Round Robin; |   |   |    |    |   |   |    |   |    |   |    |   |    |       |